# ポートワシントン
ポートワシントンは、かつて吉本興業（大阪本社）に所属していたお笑いコンビ。2011年結成、2024年解散。NSC大阪校34期出身。

## メンバー
- 伊藤 知貴（いとう ともき、1992年8月24日 - ）（32歳）
  - ツッコミ担当、立ち位置は向かって左。
  - 和歌山県和歌山市出身。
  - 以前は主食にポテトチップスを食べていたがマクドナルドへ行ったらポテトだけ食べる。
  - 偏食で食べた事が無いものをあまり口にはせず、特に好きな食べ物はナンと韓国のりとねるねるねるねである。
  - お酒が飲めない。
  - モンスターエナジーが好きである。
  - 昴生（ミキ）に可愛がってもらっている。
  - 当コンビ解散後は、ピン芸人「いしころくん」として活動していた[1]が、2024年11月、NSC同期の鬼塚ひかる（元ZUMA）とのコンビ「-ZX-（ゼッペケ）」を結成[2]。
- 笠谷 翔平（かさたに しょうへい、1992年12月4日 - ）（32歳）
  - ボケ担当、立ち位置は向かって右。
  - 和歌山県岩出市出身。
  - 小学校の6年間をニューヨークで過ごした帰国子女[3]。
  - 写真・動画撮影及び編集が特技で[4]、よしもと漫才劇場の公式プロフィール写真の撮影を担当した[5]。

## 略歴
和歌山県立那賀高等学校の同級生。コンビ名は笠谷がニューヨーク時代に住んでいた地名から。
主によしもと漫才劇場に出演。
2024年5月24日、同年6月末をもって解散することを発表した。解散後の動向については、笠谷は芸人を引退し、伊藤は芸人の活動を続ける。

## 芸風
主に漫才。帰国子女である笠谷の英語力を生かしたネタなどがある。

## 賞レースでの戦績

### M-1グランプリ
| 年度（回）       | 結果      | エントリー No. | 会場                           | 日程     | 備考 |
| ---------------- | --------- | -------------- | ------------------------------ | -------- | ---- |
| 2015年（第11回） | 3回戦進出 | 1131           | よしもと漫才劇場               | 10月27日 |      |
| 2016年（第12回） | 2回戦進出 | 1606           | 大丸心斎橋劇場                 | 10月3日  |      |
| 2017年（第13回） | 3回戦進出 | 3494           | よしもと漫才劇場               | 10月25日 |      |
| 2018年（第14回） | 3回戦進出 | 1980           | よしもと漫才劇場               | 10月23日 |      |
| 2019年（第15回） | 3回戦進出 | 2130           | よしもと漫才劇場               | 10月29日 |      |
| 2020年（第16回） | 2回戦進出 | 2196           | COOL JAPAN PARK OSAKA SSホール | 10月29日 |      |
| 2021年（第17回） | 3回戦進出 | 1974           | よしもと漫才劇場               | 10月25日 |      |
| 2022年（第18回） | 2回戦進出 | 2857           | 森ノ宮よしもと漫才劇場         | 10月10日 |      |
| 2023年（第19回） | 3回戦進出 | 4215           | よしもと漫才劇場               | 10月31日 |      |

## 出演
テレビ
- ごぶごぶ（毎日放送、2015年・2016年）- 伊藤の単独出演の場合もあり
- 痛快!明石家電視台（毎日放送、2021年9月20日）
- なるみ・岡村の過ぎるTV（朝日放送テレビ、2023年4月3日） - よしもと漫才劇場に新たなモンスター芸人が出現した！その名もポートワシントン・伊藤知貴！彼の魅力を知る芸人たちが語る伊藤の不可思議な言動に迫る！